# Neustadt, Vogtland
Neustadt là một đô thị thuộc huyện Vogtland, bang Sachsen, Đức. Đô thị Neustadt, Vogtland có diện tích 12,98 km², dân số thời điểm ngày 31 tháng 12 năm 2006 là 1204 người.